# Droit au nom
 (avril 2019).
Si vous disposez d'ouvrages ou d'articles de référence ou si vous connaissez des sites web de qualité traitant du thème abordé ici, merci de compléter l'article en donnant les références utiles à sa vérifiabilité et en les liant à la section « Notes et références ».
Le droit au nom est une des branches des droits de la personnalité. 
Le nom est le plus connu des moyens d'individualisation et d'identification des personnes. Selon le Doyen Carbonnier c'est "une suite de mots qui vont permettre de désigner une personne". 
Il s'agit d'une institution à double face : à la fois une institution de police civile ainsi qu'un droit de chacun d'avoir un nom et de l'utiliser, de le protéger contre des utilisations abusives. Le nom comprend un ensemble d'éléments (nom de famille, prénom, nom d'usage...).